# Scolitantides argus
Scolitantides argus är en fjärilsart som beskrevs av Giovanni Antonio Scopoli 1763. Scolitantides argus ingår i släktet Scolitantides och familjen juvelvingar. Inga underarter finns listade.